# Bilbao (película de 1978)
Bilbao es una película española de 1978 dirigida por Bigas Luna. Está protagonizada por Àngel Jové, María Martín e Isabel Pisano, entre otros.

## Argumento
Un psicópata llamado Leo (Ángel Jovè) se enamora de Bilbao (Isabel Pisano), una prostituta, a la que secuestra, en su afán por tenerla para él.

## Reparto
| Intérprete           | Personaje |
| -------------------- | --------- |
| Àngel Jové           | Leo       |
| María Martín         | María     |
| Isabel Pisano        | Bilbao    |
| Francisco Falcon     |           |
| Jordi Torras         | El tío    |
| Pepita Llunell       | La tía    |
| Marta Molins         | La prima  |
| Pep Castelló         |           |
| Josep Cuxart Guardia |           |
| Luis Plana           |           |
| Betty Bigas          | Bebé      |
| Clara Vergés         |           |
| Maite Cabello        |           |
| Maika Thienen        |           |
| Mario Gas            | Leo (voz) |

## Comentarios
- Es un filme realizado en 16 mm con un escasísimo presupuesto. Al principio no encontró distribuidor pero se estrenó en Cannes gracias a Marco Ferreri, que fue un gran propagandista del filme y la distribuyó en Italia.[1]
- Seleccionada en el Festival de Cannes de 1978, dentro de la Quincena de Realizadores.
- Fue seleccionada por la revista Rockdelux en el puesto 21 de las mejores películas españolas del siglo XX, lista publicada en el número 223 (noviembre de 2004).[2]